# Radešić
Radešić is een plaats in de gemeente Breznički Hum in de Kroatische provincie Varaždin. De plaats telt 233 inwoners (2001).